# Aumelasia
Aumelasia ist eine heute ausgestorbene Gattung früher Paarhufer und wird allgemein der Familie Dichobunidae zugewiesen. Sie lebte im Unteren und Mittleren Eozän vor 51 bis 43 Millionen Jahren und ist durch Funde aus West- und Mitteleuropa bekannt. Bedeutend sind drei nahezu vollständige Skelette aus der Grube Messel. Diese zeigen, dass Aumelasia ein kleiner Vertreter der Paarhufer war, der wie andere frühe Formen einen nach oben durchgebogenen Rückenverlauf und kurze Vorder- sowie lange Hinterbeine besaß, ebenso wie einen ausgesprochen langen Schwanz. Hinweise auf Nahrungsreste geben an, dass er sich überwiegend von Samen und Früchten ernährte. Die Erstbeschreibung der Gattung erfolgte im Jahr 1980.

## Merkmale
Aumelasia war ein kleiner Vertreter der sehr frühen Paarhufer, der in seinem Gesamthabitus nicht die Ausmaße des nahen Verwandten Messelobunodon erreichte. Typische Merkmale der Vertreter stellten ein massiger Kopf und graziler Rumpf dar, ebenso wie die für die urtümlichen Paarhufer charakteristischen kurzen Vorder- und langen Hinterbeine sowie die nach oben durchgebogene Wirbelsäule. Zudem war der Schwanz außerordentlich lang und erreichte mit 24 bis 25 cm fast die Länge des Rumpfes. Der Schädel besaß eine Länge von 9,2 cm und hatte einen kurzen vorderen Schädelbereich. Weiterhin wies er einen nur kleinen Naseninnenraum zwischen dem Mittelkieferknochen und dem Nasenbein auf. Der Jochbogen war relativ breit gestaltet und massiver als beim verwandten Messelobunodon. An den Kontaktstellen des paarigen Scheitelbeins befand sich ein kräftig ausgebildeter Scheitelkamm, der wiederum bei Messelobunodon weitgehend fehlt. Das Augenfenster besaß eine ovale Form mit einer Breite von 1,7 cm und einer Höhe von 1,2 cm. Der Unterkiefer war mit 8,5 cm Länge und einer Knochenhöhe von 1,3 cm unterhalb des letzten Prämolaren und ersten Molaren vergleichsweise massig ausgebildet, was sich auch an den bis zu 4,8 cm hoch ragenden Gelenkansätzen zeigt. Das Gebiss umfasste die für die frühen Höheren Säugetiere typische Anzahl an Zähnen, die Zahnformel lautete demzufolge: {\displaystyle {\frac {3.1.4.3}{3.1.4.3}}}. Auffällig waren die kleinen Schneidezähne, die meist eine spatelförmige Gestalt besaßen, der jeweils äußere des Oberkiefers wich mit seinem konisch spitzen (caniniformen) Bau allerdings ab. Der untere Eckzahn wiederum glich den übrigen Schneidezähnen (incisiform). Im Gegensatz zu Messelobunodon trat nur selten ein kurzes, rund 3 mm langes postcanines Diastema auf, etwa zwischen dem unteren zweiten und dritten Prämolaren bei einigen Vertretern. Die Prämolaren charakterisierten ein oder zwei Zahnschmelzhöcker, die Molaren vier bis fünf. Als Besonderheit kam an den oberen Mahlzähnen ein an der seitlichen Kante zentral gelegener zusätzlicher Höcker, das Mesostyl, vor. Insgesamt waren diese Höckerchen eher rund gestaltet, wodurch die Kauoberfläche ein bunodontes Aussehen erhielt. Den größten und breitesten Zahn repräsentierte der zweit Molar, der bis zu 6,8 mm lang und 8,9 mm breit wurde.
Das Körperskelett war eher leicht gebaut. Die gesamte Wirbelsäule erreichte über 52 cm Länge, knapp die Hälfte nahm der Schwanz ein. Dieser bestand aus 24 Wirbeln, was vergleichbar viele wie bei Messelobunodon sind. Auffallend sind die kurzen Vorder- und langen Hinterbeine. So erreichte der Oberarmknochen bis zu 7,9 cm Länge, die Elle bis zu 7,6 cm. Der Oberschenkelknochen war 9,2 cm lang, er wies im Gegensatz zu Messelobunodon keinen Dritten Trochanter als Muskelansatzstelle auf. Fast gleich lang wurde das Schienbein. Typisch für die frühen Paarhufer waren die Hände aus fünf, die Füße aber aus vier Strahlen aufgebaut, wovon jeweils die Strahlen III und IV die stärksten Knochenbildungen zeigten, analog den heutigen Paarhufern. Die Mittelfußknochen beider Strahlen maßen bis zu 5 cm, die entsprechenden Mittelhandknochen waren mit 2,8 cm markant kürzer.

## Fossilüberlieferung
Fossilreste von Aumelasia sind aus Mittel- und Westeuropa bekannt und datieren in das Untere und Mittlere Eozän vor 51 bis 43 Millionen Jahren. Die ersten bekannten Funde stammen aus dem südlichen Frankreich, aus Aumelas, und gehören in das ausgehende Mittlere Eozän. Sie umfassen unter anderem einen fragmentierten Oberkiefer mit dem erhaltenen hintersten Prämolaren und den drei Molaren, der 1980 zur Aufstellung der Gattung diente. Hinzu kommt ein Unterkieferbruchstück von derselben Fundstelle. Weiteres Fundmaterial trat nur wenige Jahre nach der Erstbeschreibung der Gattung im Pariser Becken zu Tage. Es besteht aus einzelnen Kieferfragmenten und isolierten Zähnen, chronologisch gehören die Funde dem obersten Abschnitt des Unteren Eozäns an. Das bisher bedeutendste Fossilmaterial wurde in der Grube Messel bei Darmstadt in Hessen gefunden. Es umfasst drei, weitgehend vollständige Skelette, die wie üblich für einen Großteil der Messeler Säugetierfunde auf der Seite lagen. Da die meisten Knochennähte der Langknochen noch nicht verschmolzen waren und das hintere Gebiss durch den Austausch der Milch- durch die Dauerzähne gekennzeichnet ist, können alle drei Individuen als Jungtiere angesprochen werden. Sie sind wie die Fundstelle selbst in den Beginn des Mittleren Eozäns zu verweisen und somit rund 47 Millionen Jahre alt. Aus dem Geiseltal bei Halle in Sachsen-Anhalt wurden wiederum mehrere Unter- und Oberkieferteile sowie Schädelfragmente beziehungsweise Einzelzähne berichtet, die der dortigen Unteren und zum Teil auch der Oberen Mittelkohle entstammen und somit etwas jünger als die Skelette von Messel sind. Sie werden insgesamt zwei Arten zugewiesen.

## Paläobiologie
Der auffallend grazile Körperbau mit den langen Hinter- und kürzeren Vorderbeinen lässt eine ähnliche Fortbewegung wie bei anderen frühen Paarhufern, etwa Messelobunodon vermuten. So war Aumelasia wahrscheinlich wie dieses ein Fluchttier, das sich mit schnellen Sprüngen einer Gefahr entzog. Da im Vergleich zu Messelobunodon die unteren Beinabschnitte (Schien- und Wadenbein) kürzer ausgeprägt waren, besaß Aumelasia wohl nicht dessen Schnellläufigkeit. Aufgrund der in Messel und im Geiseltal nachgewiesenen tropischen bis subtropischen Wälder, lebten die Vertreter von Aumelasia möglicherweise als scheue „Buschschlüpfer“ im Unterholz.
Der bunodonte Aufbau des hinteren Gebisses verweist auf eine pflanzenfresserische Ernährung, die wohl Blätter und Früchte einschloss. An zwei der drei Skelette von Messel konnten Nahrungsreste im Magen-Darm-Bereich nachgewiesen werden. Diese enthielten neben Sand vor allem Samen und Fruchtreste. Die Zusammensetzung der Nahrungsreste, unter anderem der Sandanteil, gibt Hinweise darauf, dass Aumelasia seine Nahrung wohl hauptsächlich am Boden gesucht hat.

## Systematik
Aumelasia ist eine Gattung aus der ausgestorbenen Familie der Dichobunidae. Die Dichobunidae gehören zu den urtümlichsten Formen aus der Ordnung der Paarhufer. Sie besaßen einen allgemein sehr kleinen Körperbau und einen nach oben gebogenen Verlauf des Rückens und wiesen sehr lange Schwänze auf, während die Vorderbeine stets kürzer als die Hinterbeine waren. Innerhalb der Dichobunidae wird Aumelasia zur Unterfamilie der Dichobuninae mit naher Verwandtschaft zu Messelobunodon gestellt, welches ebenfalls aus Messel und dem Geiseltal überliefert ist. Charakterisiert werden die Dichobunidnae durch eine nur mäßig verlängerte Schnauze, weiterhin durch ein stärker generalisiertes, bunodont aufgebautes hinteres Gebiss. Als Vorgängerform von Aumelasia wird Protodichobune aus dem Unteren Eozän angenommen, das wie Aumelasia einen markanten fünften Zahnschmelzhöcker (Mesostyl) auf dem zweiten oberen Backenzahn besaß. Im Gegensatz dazu weisen die Eurodexeinae als nahe verwandte Formen eine verlängerte Schnauze mit zahlreichen Diastemata im Gebiss auf, während die weitgehend asiatisch verbreitete Unterfamilie der Lantianiinae schon teils mondsichelförmige (bunoselenodonte) Zahnschmelzhöckerchen auf den Molaren besaßen, was eigentlich erst typisch für die Wiederkäuer ist. Eine Studie aus dem Jahr 2022 verweist Aumelasia aufgrund einzelner spezieller Zahnmerkmale in die Gruppe der Choeropotamidae, welche flussperdartige frühe Paarhufer umschreiben und Formen wie Hallebune und Amphirhagatherium einschließen.
Es werden heute drei Arten unterschieden:
- A. gabineaudi Sudre, 1980
- A. maniai Erfurt & Haubold, 1989
- A. menieli Sudre, Russell, Louis & Savage, 1983

Einige Fossilfunde können nicht genau zu einer der drei Arten zugeordnet werden, etwa die drei Messeler Skelettfunde oder einige Reste aus dem Geiseltal, werden aber als affin zu jeweils einer angesehen. Bemerkenswert ist eine deutliche Größenzunahme von A. menieli über A. gabineaudi zu A. maniai, ebenso wie sich die Zahnschmelzmuster der hinteren Prämolaren im Laufe der Stammesgeschichte leicht modifizierten.
Die wissenschaftliche Erstbeschreibung von Aumelasia erfolgte im Jahr 1980 durch Jean Sudre. Er nutzte dazu Fundmaterial aus der Fundstelle Aumelas im südfranzösischen Département Hérault, nach der die Gattung benannt ist. Als Holotyp (Exemplarnummer USTL AUM 145) dient ein Oberkieferfragment mit dem hintersten Prämolaren und den drei Molaren. Sudre verwies Aumelasia zu den Dichobunidae, allerdings galt die Gattung zwischenzeitlich auch als Mitglied der Diacodexeidae, die die basalsten Paarhufer vereint.